# NGC 4976
NGC 4976 è una galassia lenticolare nella costellazione del Centauro.
Si individua mezzo grado a nord-est della stella ξ2 Centauri, a breve distanza dalla galassia NGC 4945, (dalla quale dista per altro meno di 20 milioni di anni-luce), ma più grande di quest'ultima almeno del doppio. Un telescopio amatoriale può essere sufficiente ad individuarla, se la notte è propizia: si presenta come una chiazza luminosa allungata in senso nord-sud, con un centro molto luminoso e totale assenza di bracci. Anche in strumenti maggiori il livello dei dettagli non aumenta. La distanza dalla Via Lattea è stimata sui 27 milioni di anni-luce.